# 長崎明
長崎 明（ながさき あきら、1898年 (明治31年)9月26日 - 没年月日不明 ）は日本の哲学者。元八幡大学教授。岡山県出身。

## 経歴
備前岡山の池田家家老 日置健太郎を母方の祖父とする名門の家に生まれる。父親、長崎常は札幌農学校で内村鑑三と共にクラーク博士に学んだ農務省官僚であった。なお、常は九州法学校創設時に宇賀田順三と親交があった人物。母キヨは日本画壇の女流画家。
明は岡山一中から慶応義塾、松本高等学校を経て東京帝国大学文学部哲学科に入学、美学を専攻し伊藤吉之助に師事する。卒業後西南学院専門学校、九州専門学校で教鞭を執る。1947年、宇賀田順三の要請により 戸畑専門学校開校時に教授に就任。1948年から1956年まで八幡大学教授(1954年に法経学部長就任)。哲学、倫理学、ドイツ語の講義を受け持った。以後西南女学院短大に転出した。英語、ドイツ語、フランス語、ギリシャ語、ラテン語に精通したクリスチャン学者でもあった。